# Bonnie McKee
Bonnie Leigh McKee (sinh ngày 20 tháng 1 năm 1984) là nữ ca sĩ và người viết bài hát người Mỹ. Cô khởi nghiệp bằng album phòng thu đầu tay Trouble (2004) với phong cách pop rock thông qua hãng thu âm Reprise. Sau một thời gian quảng bá, album không thể mang lại thành công và khiến cô suy sụp về tinh thần, có dấu hiệu lạm dụng ma túy đá và sau cùng bị Chủ tịch hãng thu âm chấm dứt hợp đồng do mâu thuẫn giữa cả hai.
Sau khi tiếp xúc với nhà sản xuất âm nhạc Dr. Luke, McKee tham gia cộng tác trong hai album đạt thành công One of the Boys (2008) và Teenage Dream (2010) của Katy Perry, với 3 đĩa đơn mà cô đồng sáng tác đạt ngôi quán quân Billboard Hot 100 và bán ra hàng triệu bản trên toàn cầu. Kể từ đó, cô liên tiếp chắp bút cho hàng loạt các đĩa đơn đạt thành công vào đầu thập niên 2010, có bao gồm "Dynamite" (2010) của Taio Cruz, "Hold It Against Me" (2011) của Britney Spears, "How We Do (Party)" (2012) của Rita Ora, "Wide Awake" hay "Part of Me" (2012) của Katy Perry. Bên cạnh sự nghiệp sáng tác, cô ký hợp đồng cùng hãng Epic Records vào năm 2012 và trở lại ca hát bằng đĩa đơn "American Girl" (2013).
Cho đến nay, cô đã tham gia sáng tác hơn 50 bài hát cho nhiều nghệ sĩ khác nhau, trong đó có 8 đĩa đơn đạt vị trí số 1 tại Anh Quốc và Hoa Kỳ, bán ra tổng cộng hơn 30 triệu bản trên toàn cầu. Cô cũng đang là chủ nhân của 8 giải BMI trong 3 năm liên tiếp và 1 đề cử giải Grammy cho bài hát "Roar" (2013). Đĩa đơn "Dynamite" của Taio Cruz mà cô đồng sáng tác là bài hát bán chạy thứ hai của một nghệ sĩ Anh Quốc trong kỷ nguyên kỹ thuật số. Cô từng xuất hiện trong các loạt phim truyền hình CSI: NY và American Dreams; cũng như bộ phim August Rush (2007). Cô nhận diện mình là người song tính luyến ái và đã hẹn hò cùng nhà sản xuất Oliver Goldstein trong suốt 7 năm.

## Danh sách đĩa nhạc
- Trouble (2004)

## Lưu diễn
Mở màn
- Jonas Brothers Live (The Jonas Brothers) (2013)
- Pulses Tour (Karmin) (2014)

## Sự nghiệp điện ảnh
| Năm  | Tựa đề                        | Vai      | Ghi chú             |
| ---- | ----------------------------- | -------- | ------------------- |
| 2004 | Win a Date with Tad Hamilton! | Bản thân | Không được ghi nhận |
| 2007 | August Rush                   | Lizzy    |                     |
| 2012 | Katy Perry: Part of Me        | Bản thân | Không được ghi nhận |
| 2016 | The Bride-To-Be               | Annie    | Đang sản xuất       |

| Năm  | Tựa đề          | Vai             | Ghi chú              |
| ---- | --------------- | --------------- | -------------------- |
| 2004 | American Dreams | Janis Joplin    | Tập "Shoot the Moon" |
| 2009 | CSI: NY         | Eleanor Ravelle | Tập "Help"           |

| Năm  | Tựa đề          | Vai      | Ghi chú          |
| ---- | --------------- | -------- | ---------------- |
| 2013 | Breaking Bonnie | Bản thân | Vai chính; 6 tập |